# 天主教海防教区
天主教海防教區（拉丁語：Dioecesis Haiphongensis）是越南一個羅馬天主教教區。屬河內總教區。
2006年有教友117,047人、62個堂區、42名司鐸。現時教座出缺。其座堂是玫瑰聖母座堂。
1678年7月24日設東東京代牧區，1924年12月3日易名。1960年11月24日升為教區。